# Hydrovatus sandwichensis
Hydrovatus sandwichensis är en skalbaggsart som beskrevs av Olof Biström 1995. Hydrovatus sandwichensis ingår i släktet Hydrovatus och familjen dykare. Inga underarter finns listade i Catalogue of Life.